# Benito Panunzi

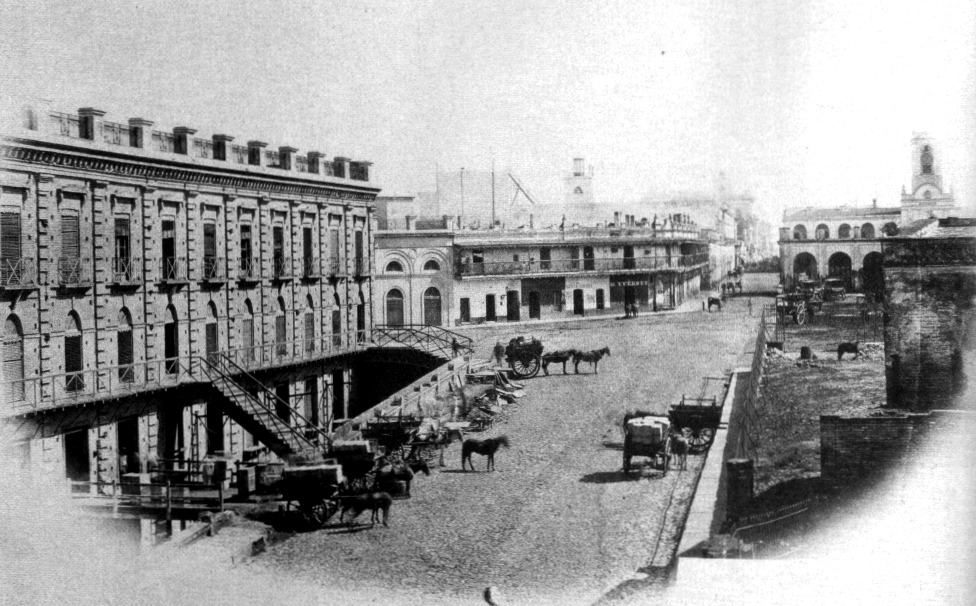
Calle Victoria, albúmina de Panunzi. (Buenos Aires, 1867)

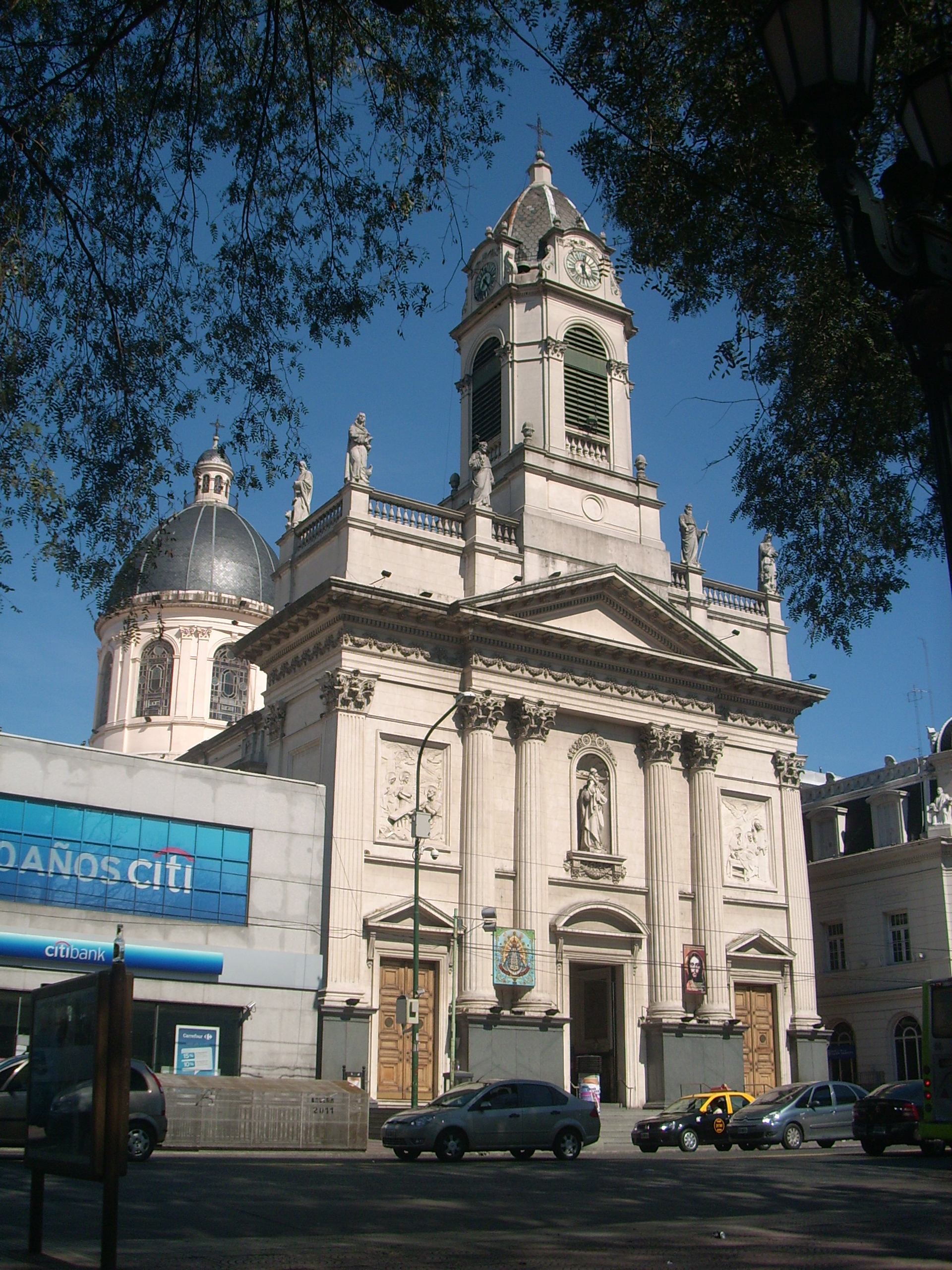
Basílica de San José de Flores, diseñada por Panunzi y Lombardo en 1879.

Benito Panunzi (1819 - 1894), fue un fotógrafo, ingeniero y arquitecto italiano que desarrolló su actividad en Argentina. Nació en Italia, llegando a la Argentina en el año 1861. Estaba formado en Bellas Artes e Ingeniería (Arquitectura). A partir de 1867 empezó a vender sus tomas fotográficas de la ciudad de Buenos Aires y escenas de costumbres.
Panunzi, a diferencia de otros fotógrafos, nunca se anunció en los diarios.
Es considerado uno de los primeros documentalistas fotográficos, ya que en 1868 vendía sus imágenes en forma de álbum que llamó "Album Panunzi", el que vendió por entregas y distribuyó en sobres.
Sus tomas se destacaron por un relevamiento de la fisonomía urbana de la creciente ciudad, marcando y mostrando un antes y un después, registrando en sus albúminas la era de la revolución industrial.
Sus obras estaban montadas sobre un cartón que decía "Benito Panunzi. Fotografía Artística. Cuyo 55. Buenos Aires". Algunas de las más reconocidas son "Plaza de la Victoria" y "la Catedral y el Arzobispado".
En 1870 su labor profesional había cesado, para dedicarse a la arquitectura.
Fue miembro de la Sociedad Estímulo de Bellas Artes de Buenos Aires en 1876.
En 1879, junto al arquitecto Emilio Lombardo, diseñó el edificio actual de la Basílica de San José de Flores, quizás su obra magna.
Murió en 1894 en Buenos Aires.